# يربوع طويل الأذنين
اليربوع طويل الأذنين (الاسم العلمي: Euchoreutes naso) نوع من القوارض من فصيلة اليربوعيات، يشبه الفأر مع ذيل طويل وأذنين طويلتين، ساقيه طويلتان تهيئه للقفز وهو ما يتميز به اليربوع، متوطن في الصين ومنغوليا.